# Double Disc Court
DDC (Double Disc Court) — командная спортивная игра с летающим диском.
Игровое поле состоит из двух квадратов со сторонами по 13 метров, находящихся на расстоянии 17 метров. В игре принимают участие две команды по два человека в каждой. Каждая команда защищает свой квадрат.
Игра ведётся двумя дисками одновременно. Используются диски массой 110 г.
Игрок с диском стремится кинуть его так, чтобы либо он приземлился и остался (не выкатился, например) в квадрате соперника, либо оба (или один из) оппонента(ов) одновременно оказались в контакте с обоими дисками. При этом диск должен входить в квадрат соперника под углом не более 30° к горизонту.
В то же время, игроки стремятся защитить свои квадраты, ловя диски, которые могут приземлиться и остаться в квадрате и избегают того, чтобы два диска одновременно оказалось в руках у своей команды.
Команда может заработать 1 или 2 очка. 1 очко команда получает если диск приземлится и остановится в квадрате другой команды, или если другая команда потеряет диск или бросит его за границы вашего квадрата. 2 очка команда получает если в другой команде один из игроков находится одновременно в контакте с двумя дисками, один диск находится в руках одновременно двух игроков другой команды, другой упал в квадрат этой же команды и остался в нём, оба диска упали в другой квадрат и остались там, один диск фризби упал в квадрат другой команды и остался в нём, а другой диск один из игроков этой команды бросил за пределы поля.